# CBSモーニングニュース
『CBSニュースモーニングス』（CBS News Mornings）は、アメリカ・CBSテレビネットワークで平日に放送される早朝ニュース番組。最新のニュース記事、全国の天気予報、スポーツのハイライトを特集する。2013年からはアン＝マリー・グリーンがアンカーを務めており、2015年9月に打ち切りになるまでCBSの深夜ニュース番組『アップ・トゥ・ザ・ミニット』のアンカーを兼務していた。
多くのCBS放送局で4:30から始まるローカルニュースに先立って、東部時間4:00に生放送される。太平洋標準時で『CBSモーニングス』が始まる東部時間10:00まで、連続30分間の放送遅延ループで送信される。同局が朝のニュース番組を制作していない少数の市場では、『CBS モーニングス』の開始直前に2～3時間のループで放送される場合がある。番組は東部時間7:00より前に発生したニュース速報に合わせて更新されるが、ネットワーク内の各放送局は、現地の裁量または生中継のネットワークの命令に応じて、その時刻を過ぎる全てのタイムゾーンで『CBSモーニングス』に加わる。

## 歴史

### 背景
『CBSモーニングニュース（CBS Morning News）』というタイトルは元々、同ネットワークの現在の『CBSモーニングス』の前身となる従来の朝のニュース番組の名前として使用されていた。1960年代と1970年代の殆どの期間、7:00に放送される60分間のハードニュースとして、『キャプテン・カンガルー』に先立ち、NBCの『トゥデイ』の最初の1時間の反対側に放送された。ウォルター・クロンカイトとスポーツキャスターのジム・マッケイは、かつて最初の番組のアンカーを務めていた。1969年にジョセフ・ベンティがアンカーに就任した。この形式での放送の他のアンカーには、ジョン・ハート、ヒューズ・ラッド、サリー・クイン、リチャード・スレルケルド、レスリー・スタール、ブルース・モートンが含まれていた。

### 『CBSアーリーモーニングニュース』/現在の『モーニングニュース』形式
1982年10月4日に『CBSアーリーモーニングニュース（CBS Early Morning News）』として現在の形式で初めて放送された。これは、『トゥデイ』の真向かいで放送されていた2時間の『CBSモーニングニュース』を30分延長したものであった。ビル・カーティスとダイアン・ソーヤーは元々、当時の『アーリーモーニングニュース』と『モーニングニュース』の両方でアンカーを務めていた。ソーヤーは1984年半ばに両方の番組を降板し、同年後半に『60ミニッツ』の記者に任命された。ソーヤーの不在中、カーティスには、主にマリア・シュライバー、メレディス・ヴィエイラ、ジェーン・ウォレスといった交代で共同ホストが加わった。
カーティスは1985年3月まで単独で『アーリーモーニングニュース』のアンカーを務め、同年7月まではフィリス・ジョージと共同で『モーニングニュース』のアンカーを務めた。フェイス・ダニエルズが引き継ぎ、アンカーデスクに残り、1990年に競合する早朝ニュース番組『NBCニュース・アット・サンライズ』のアンカーとなるためにCBSを退社するまで、殆どの時間をフォレスト・ソーヤー（1985年7月 - 12月と1987年1月 - 9月）、後にダグラス・エドワーズとチャールズ・オズグッドと役割を分担した。1987年1月にタイトルから「アーリー（Early）」を外し、同ネットワークの旗艦の朝の放送でかつて使われていた名前を引き継いだが、打ち切りとなり、酷評されたニュース/エンターテインメント/コメディ番組『ザ・モーニング・プログラム（The Morning Program）』に置き換えられた（同番組自体は、より伝統的な『CBSディス・モーニング』を支持して10ヶ月半後に打ち切りとなった）。改名された『CBSモーニングニュース』も一時的に90分間の放送（現地時間6:00 - 7:30）に拡大されたが、いくつかの大きな市場の加盟局は、朝のローカルニュース番組に対応するために最初の1時間の全部または一部を先取りすることを選択した。
オズグッドは1992年6月までアンカーを務め、1990年から1991年まではヴィクトリア・コルデリと、1992年2月まではジゼル・フェルナンデスと、その後はメレディス・ヴィエイラと共同アンカーとして残りの任期を務めた。1992年にオズグッドが番組を降板した後もアンカーの交代は続いた。1998年にサリア・アシュラスがアンカーに任命されるまで2アンカー形式を維持し続け、その時点で番組は1アンカー形式に切り替わり、それ以来その形式が続いている。2009年3月、ミシェル・ギーランが『アップ・トゥ・ザ・ミニット』のアンカーに任命された時、『CBSモーニングニュース』は終夜ニュース番組と統合され、両方の番組で同じアンカーを起用した。
2010年11月、高解像度テレビで放送を開始した3番目で最後の早朝ニュース番組となり、その対となる『アップ・トゥ・ザ・ミニット』は、番組が高解像度に切り替わる2012年11月まで標準解像度テレビで放送され続けた。2012年11月、『CBSモーニングニュース』と『アップ・トゥ・ザ・ミニット』の制作がCBS放送センターに移転した。『CBSモーニングニュース』は『CBSイブニングニュース』のスタジオに移動し、『アップ・トゥ・ザ・ミニット』は、2015年9月18日に打ち切りになるまで、『CBSディス・モーニング』も放送されていたスタジオ57の施設に移された。
2015年9月21日、CBSNニュースルームに移転し、『CBSディス・モーニング』のグラフィックをベースにした新しいグラフィックが採用された（かつては『CBSイブニングニュース』のブランドと一致していた後）。同時に、『アップ・トゥ・ザ・ミニット』は同日に『CBSオーバーナイトニュース』に置き換えられた。
2020年3月11日、CBSニュースのスタッフ数名が新型コロナウイルス感染症の検査で陽性反応を示したことを受け、CBS放送センターは一時閉鎖された。CBSニュースは、徹底的な除染と清掃を行った後、最小限のスタッフで放送センターを再開しようとしたが、テレビにおける新型コロナウイルス感染症のパンデミックの影響を受けて、社長のスーザン・ジリンスキーの指示に伴う3月18日の二度目の閉鎖により、CBSニュースの番組や運営の多くに劇的な変化が生じた。CBSN自体も、業務の大部分がCBSテレビジョン・ステーションズに一時的に委託されているため、通常のスケジュールを作成することと、CBSニュースの番組を制作することの両方において、大きな問題を経験していた。
CBSニュースは翌週、ワシントンD.C.支局の限られたスタッフとグラフィックで『CBSモーニングニュース』を制作しようとしたが、通常の基準で番組を一貫して制作することが不可能となり、その結果、番組の制作は同年3月24日から一時的に休止され、代わりに『CBSイブニングニュース』またはローカルニュース放送や番組が再放送された。パンデミックが始まってからほぼ6ヶ月後の同年8月31日、制作が再開され、メインアンカーのアン＝マリー・グリーンが自宅スタジオからアンカーを務めた。
2021年9月8日、同ネットワークの新しく開始された朝の番組『CBSモーニングス』のブランドに合わせて更新された。2024年2月5日、番組のタイトルは『CBSニュースモーニングス（CBS News Mornings）』に変更され、同日開始の『CBSモーニングス』のオンエアスタイルに合わせて更新されたグラフィックが導入された。タイトル自体は元々CBSニュースストリーミングチャンネルで東部時間の平日7:00のニュースホイールに使用されていたが、2021年に『CBSN AM』からブランド名が変更され、その後7時台は『CBSモーニングニュース（CBS Morning News）』というタイトルの30分番組になった。

## 出演者

### 現在
- アン＝マリー・グリーン（英語版）（2013年 - 現在）

### 過去
- ビル・カーティス（英語版）（1982年 - 1985年、現：ディケイズ（英語版））
- ダイアン・ソーヤー（1982年 - 1984年、現：ABCニュース）
- マリア・シュライバー（英語版）（輪番共同アンカー：1984年 - 1985年、現：NBCニュース）
- メレディス・ヴィエイエラ（英語版）（輪番共同アンカー：1984年 - 1985年、メインアンカー：1992年 - 1993年、後に『フー・ウォンツ・トゥ・ビー・ア・ミリオネア（英語版）』ホスト（2002年 - 2013年）、その後『ザ・メレディス・ヴィエイラ・ショー（英語版）』ホスト（2014年 - 2016年）、現：NBCニュース）
- ジェーン・ウォレス（英語版）（輪番共同アンカー：1984年 - 1985年）
- フェイス・ダニエルズ（英語版）（1985年 - 1990年、後に『NBCニュース・アット・サンライズ』アンカー、『ア・クローザー・ルック・ウィズ・フェイス・ダニエルズ（A Closer Look with Faith Daniels）』ホスト）
- フォレスト・ソーヤー（英語版）（1985年7月 - 12月・1987年1月 - 9月、現：FOXニュース）
- ダグラス・エドワーズ（英語版）（1987年、故人）
- チャールズ・オズグッド（英語版）（1987年 - 1992年、後に『CBSニュース サンデーモーニング』ホスト、故人）
- ヴィクトリア・コルデリ（英語版）（1990年 - 1991年）
- ジゼル・フェルナンデス（英語版）（1991年 - 1992年）
- ジョン・ロバーツ（英語版）（1992年 - 1994年、現：FOXニュース）
- モニカ・ゲイル（英語版）（1993年 - 1994年、現：デトロイトのWJBK（英語版））
- ダナ・キング（英語版）（1994年 - 1995年、サンフランシスコのKPIX-TVを退職）
- トロイ・ロバーツ（英語版）[4]（1995年 - 1996年、降板後もCBSニュースに残る）
- ジェーン・ロベロ（英語版）（1995年 - 1996年、現：サウスカロライナ州グリーンビルのWYFF-TV（英語版））
- クリスティン・ジャネット＝マイヤーズ（Kristin Jeannette-Meyers、1996年 - 1997年）[5]
- シンシア・ボワーズ（Cynthia Bowers、1996年 - 1998年）
- サリア・アシュラス（英語版）（1998年 - 1999年）
- ジュリー・チェン（英語版）（1999年 - 2002年10月、『ビッグ・ブラザー（英語版）』ホストとしてCBSに残る）
- スーザン・マクギニス（英語版）（2002年10月 - 2008年1月）
- ミシェル・ギーラン（Michelle Gielan、2009年3月23日 - 2010年6月18日）
- ベティー・グエン（英語版）（2010年6月21日 - 2012年4月6日、現：ニューヨーク市のWPIX）
- テレル・ブラウン（英語版）（2012年 - 2013年、現：シカゴのWLS-TV）